# Claire Harman
 (septembre 2018).
Claire Harman,  née en 1957, est une biographe, poète et critique britannique, notamment connue pour sa biographie de Sylvia Townsend Warner.

## Biographie

### Enfance et études (1957 - 1979)
Claire Harman est née le 21 septembre 1957, à Guildford, de John Edward Harman et Patricia Mullins, tous les deux enseignants.
Harman étudie à l'Université Victoria, Manchester. En 1979, première de sa promotion, elle obtient avec félicitations son baccalauréat universitaire ès lettres. Elle se marie la même année, en août, avec Michael N. Schmidt, écrivain, éditeur et professeur. 

### Début de carrière littéraire (1979 - 1990)

#### Premières publications, édition
Harman commence sa carrière littéraire en publiant chez Carcanet Press, et dans PN Review, une revue de poésie basée à Manchester, de laquelle elle est co-directrice. 

#### Biographie de Sylvia Townsend Warner (1982-1989)
En 1982, ayant commencé une recherche sur les journaux et les poèmes de Sylvia Townsend Warner, elle est contactée par les exécuteurs testamentaires de l'œuvre de Warner pour en écrire la première biographie. Cependant, du fait de la mort récente de Warner, en 1978, et de certaines personnes encore vivantes, certains éléments biographiques ne pouvaient être divulgués avant un certain temps. Celui-ci a permis à Harman d'approfondir ses recherches, mais aussi de s'occuper de ses enfants alors en bas âge. En 1989, Harman publie Sylvia Townsen Warner: a Biography 
Elle gagne en 1990 pour ce livre le prix John Llewellyn Rhys Prize, et est nommée pour de nombreuses autres récompenses, dont le Yorkshire Post Book of the Year.

### Carrière (1990 - aujourd'hui)

#### Biographe
En 2000, Harman publie une biographie de Fanny Burney, suivant les traces de Jane Austen, qui était une grande admiratrice de Burney. 
En 2005, Harman publie une biographie consacrée à l'auteur Robert Louis Stevenson. Le projet de ce livre remonte au début des années 1990 mais Harman a alors du mal a convaincre ses éditeurs. En 1994, à l'occasion du centenaire de Stevenson, commencent à être publiés les huit recueils des lettres de Stevenson à Ernest Mehew. Harman puisera beaucoup dans ce nouveau matériel - tant dans les lettres de Stevenson que les notes de Ernest Mehew. 

#### Critique littéraire
Harman a signé des critiques littéraires entre autres dans le supplément littéraire du Times, dans le Literary Review, le Evening Stantard, le Sunday Telegraph.

#### Prix
En 1990, Harman gagne pour Sylvia Townsen Warner: a Biography le prix John Llewellyn Rhys Prize.
En 2015 Harman gagne le prix Forward Prize for Best Single Poem of the year qui a été publié dans le supplément littéraire du Times. 

#### Reconnaissance institutionnelle
Harman est membre de la Royal Society of Literature.
En 2016  Harman devient présidente de l'Alliance of Literary Societies.

#### Enseignement
Harman a enseigné l'anglais dans les Universités d'Oxford et de Manchester. Elle a donné des cours de création littéraire à la Columbia University en 2005.
Harman est actuellement professeure de création littéraire à Durham.

### Biographies
- Sylvia Townsend Warner: a biogaphy, Chatto & Windus/Minerva, 1989
- Fanny Burney: a biography, HarperCollins, 2000
- Robert Louis Stevenson, HarperCollins, 2005
- Charlotte Brontë: A Life, Viking Penguin, 2015
- Charlotte Brontë: A Fiery Heart, Knopf Doubleday Publishing Group, 2016

### Critique
- Jane's Fame Canongate, 2009

## Réception critique de l'oeuvre

### A propos de Sylvia Townsend Warner
- Anne Boston, critique de Sylvia Townsend Warner: A Biography, Washington Post, 2 septembre 2001, p. 32–33.
- Gay Wachman, critique de The Diaries of Sylvia Townsend Warner, Women's Review of Books, juin, 1996,
- P. N. Furbank, critique de Sylvia Townsend Warner, Times Literary Supplement, 28 juillet 1989, p. 815;
- Claire Tomalin, critique de The Diaries of Sylvia Townsend Warner, New York Times Book Review, February 18, 1996, p. 6

### A propos deFanny Burney: a biography
- Donna Seaman, review of Fanny Burney: A Biography, Booklist, juillet 2001,  p. 1970
- critique de Fanny Burney, Kirkus Reviews, juin 15, 2001,p. 845
- Carol A. McAllister, critique de Fanny Burney, Library Journal, août 2001, p. 107
- Merle Rubin, Lively Portrait of the First Respectable Female English Novelist, Los Angeles Times, 5 novembre 2001, p. E3.
- Kristen Case, critique de Fanny Burney, New Leader, juillet, 2001, p. 29.
- Lawrence Lipking, critique de Fanny Burney, New Republic, 8 oct. 2001, p. 43.
- Kathryn Hughes, critique Fanny Burney, New Statesman, 17 juillet 2000, p. 58.
- Susan Ostraw Weisser, critique of Fanny Burney, New York Times Book Review, 4 novembre 2001,  p. 12.
- critique de Fanny Burney, Publishers Weekly, 16 juillet 2001, review ofp. 174.
- Jamie Spencer, critique de Fanny Burney, St. Louis Post-Dispatch (St. Louis, MO), 27 août 2001, p. F8.
- Miranda Seymour, critique of Fanny Burney, Times, 30 juillet 2000, p. 37.
- Simon Jarvis, critique de Fanny Burney, october 6, 2000, p. 40.
- Lorraine Adams, critique de Fanny Burney, Washington Post, 2 septembre 2001, p. T15.

### A propos deRobert Louis Stevenson: A Biography
- critique de Robert Louis Stevenson: A Biography, dans Contemporary Review, juin 2004, p. 377,
- Slinger of Ink, Economist, 29 janvier 2005, p. 79.
- Philip Hensher, critique de Robert Louis Stevenson, Spectator, 29 janvier 2005 29, p. 32.